# Sprattus

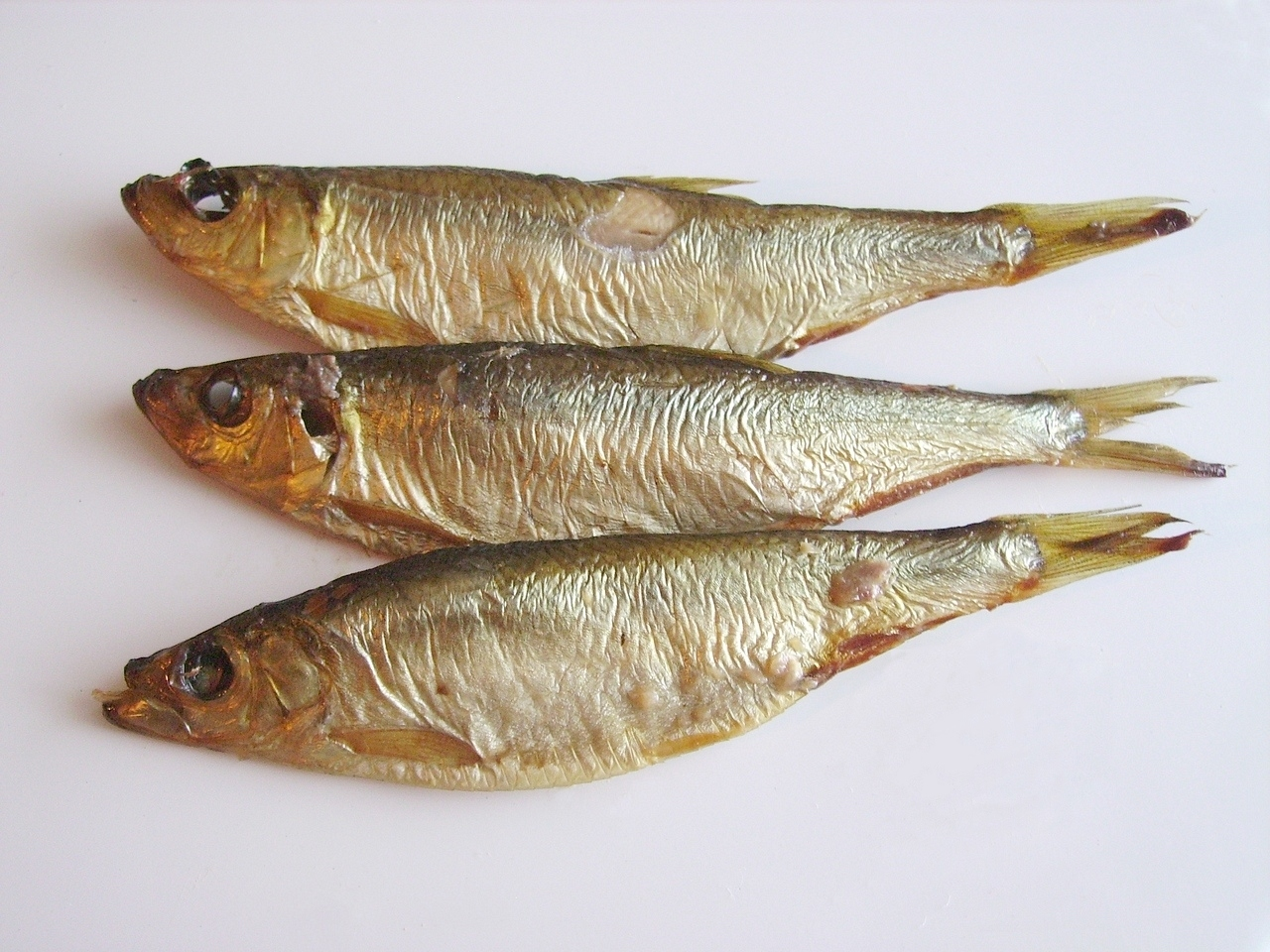
Amploies fumades

Sprattus és un gènere de peixos pertanyent a la família dels clupeids.

## Descripció
- Fan 16 cm de llargària màxima (normalment entre 8 i 12).
- Cos amb el llom de color blau o verd i els costats platejats, allargat i una mica comprimit.
- Mandíbula inferior sortint.
- Aletes pèlviques amb 7 (rarament 8) radis.[4]

## Reproducció
Algunes espècies es reprodueixen al llarg de tot l'any (ja sigui a prop de la costa o fins a 100 km a alta mar), principalment del juliol al maig (la mar Negra), del desembre a l'abril (la Mediterrània), de l'abril a l'agost (l'oceà Atlàntic i la mar Bàltica) i el gener al Canal de la Mànega.

## Alimentació
Com a joves, mengen diatomees i larves i ous de copèpodes. Quan són adults es nodreixen de crustacis planctònics (sobretot, Calanus, Pseudocalanus i Temora).

## Hàbitat
Són peixos pelàgics costaners, sovint d'aigües poc fondes, i, de vegades, tolerants de salinitats molt baixes.

## Distribució geogràfica
Es troba al Pacífic sud-occidental, l'Atlàntic sud-occidental i des de les costes atlàntiques del nord del Marroc fins a la mar del Nord, la mar Bàltica, la mar Mediterrània, la mar Adriàtica i la mar Negra.

## Taxonomia
- Sprattus antipodum (Hector, 1872)[5]
- Sprattus fuegensis (Jenyns, 1842)[6]
- Sprattus muelleri (Klunzinger, 1880)[7]
- Sprattus novaehollandiae (Valenciennes a Cuvier & Valenciennes, 1847)[8]
- Sprattus sprattus (Linnaeus, 1758)[9][10][11][12][13][14][15]

## Ús comercial
Són habituals, fregits, a les cuines britànica i búlgara.